# GAZ-69
GAZ-69 (ロシア語: ГАЗ-69) は、1950年代にソビエト連邦のゴーリキー自動車工場 (ゴーリキー・アフタマヴィーリヌイ・ザヴォート、GAZ) で開発された4×4輪駆動の小型軍用車両である。
1953年から1955年にかけてGAZ、1954年から1972年にかけては同じソ連のウリヤノフスク自動車工場 (ウリヤノフスク・アフタマヴィーリヌイ・ザヴォート、UAZ)で生産が行われた。このことから本車をUAZ-69と表現していることもあるが、基本的にはUAZでの生産分も含めてGAZ-69と呼ばれる。

## 概要
GAZ-69は、第二次世界大戦時にアメリカ軍から供与されたジープ、およびジープを参考にGAZが製造した"ソ連版ジープ"であるGAZ-67の後継車種として開発された。エンジンはGAZ-67の後期型であるGAZ-67Bと同じ出力55hpの2.1Lガソリンエンジンを搭載し、変速機は乗用車タイプのGAZ-M20 ポピェーダと同じ3速マニュアルが使用された。
GAZ-69の開発は1946年に始まり、最初の試作車 "Truzhenik" は1948年に完成した。運用試験が行われた後、1953年からGAZの工場で本格的な生産が始まった。しかしながら当時のGAZでは市販乗用車のGAZ-12 ZIMやGAZ-M20 ポピェーダ、GAZ-21 ヴォルガなどの製造などもあってあまり余裕がなく、1954年から1956年にかけて生産拠点を新たに設立されたウリヤノフスク自動車工場 (UAZ)に移動する対応が行われた。生産はUAZで引き続き継続し、1971年に生産が終了するまでにGAZおよびUAZで計634,285両が生産された。
主要生産型は2種類あり、2ドアのピックアップトラック型が"GAZ-69" (生産数 356,624両)、4ドアの乗用車型が"GAZ-69A" (生産数 230,185両)と分類される。いずれもGAZ-67Bと同じ出力55hpの2.1Lガソリンエンジンを搭載し、最高速度は時速90kmであった。
生産後期にはエンジンを出力65hpの2.4Lガソリンエンジンに換装し、最高速度が時速95kmとなった改良型のGAZ-69M (2ドアピックアップトラック型)、GAZ-69AM (4ドア乗用車型)、が生産された。改良型のGAZ-69M/AMの生産数は合わせて10,551両であった。1960年代にはUAZがGAZ-69をベースにUAZ-452を開発し平行して生産が行われ、1972年にはUAZによってGAZ-69の後継車種となるUAZ-469が開発された。
GAZ-69はソビエト連邦軍で広く使用された他、他国でもライセンス生産、コピー生産が行われた。ルーマニアのARO社ではIMS-57 (1957年-1959年、914両)、M59 (1959年-1963年、3,222両)、M461 (1964年-1975年、80,233両)と名称を変えながら計84,369両が生産され、他国への輸出も行われた。また、北朝鮮の勝利自動車工場においても"勝利-4.15"、"更正-64"などの名称でライセンス生産ないしコピー生産が行われている。
GAZ-69のその他の派生型としては、車体後部に3M6シュメル (AT-1 スナッパー)対戦車ミサイルを搭載した"2P26" 自走対戦車ミサイルや、GAZ-69の走行装置にアメリカ製の水陸両用ジープ"フォード GPA"の車体構造をコピーして一回り大きくした車体を搭載したGAZ-46がある。
製造が終了してから約50年後に発生した2022年ロシアのウクライナ侵攻では、ロシア軍がモスボールしていたGAZ-69を復帰させて、2025年時点においても前線に投入されている。

## 形式・バリエーション

### 基本形式
GAZ-69
2ドアのピックアップトラック型。荷台部分にはベンチシートおよび幌を装着可能。生産数356,624両。

GAZ-69A
4ドアの乗用車/スカウトカー型。ルーフ部分は折りたたみ式のキャンバストップである。生産数230,185両。

GAZ-69M
2ドアピックアップトラック型のエンジン強化タイプ。

GAZ-69AM
4ドア乗用車型のエンジン強化タイプ。

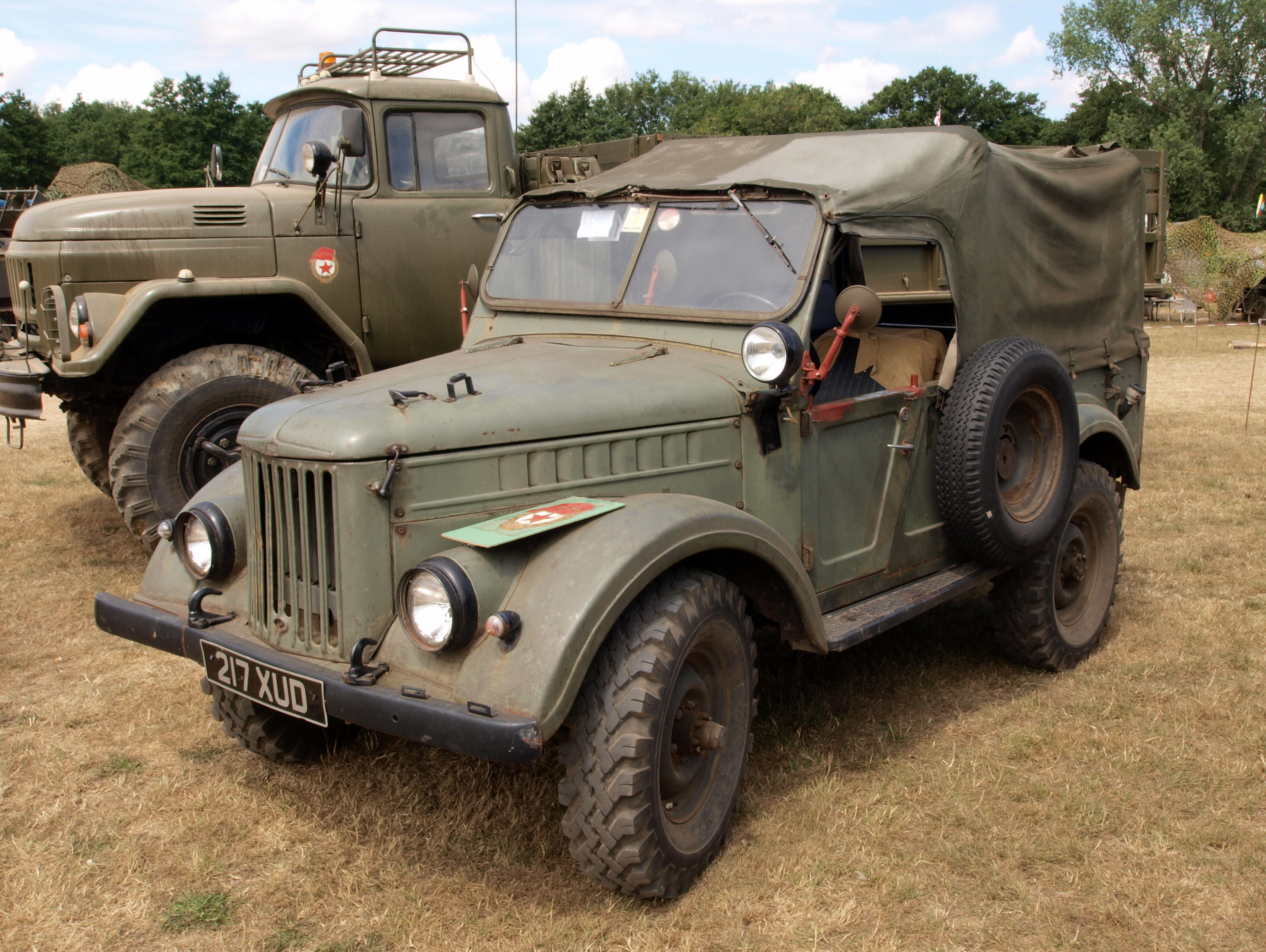
ピックアップトラック型のGAZ-69。
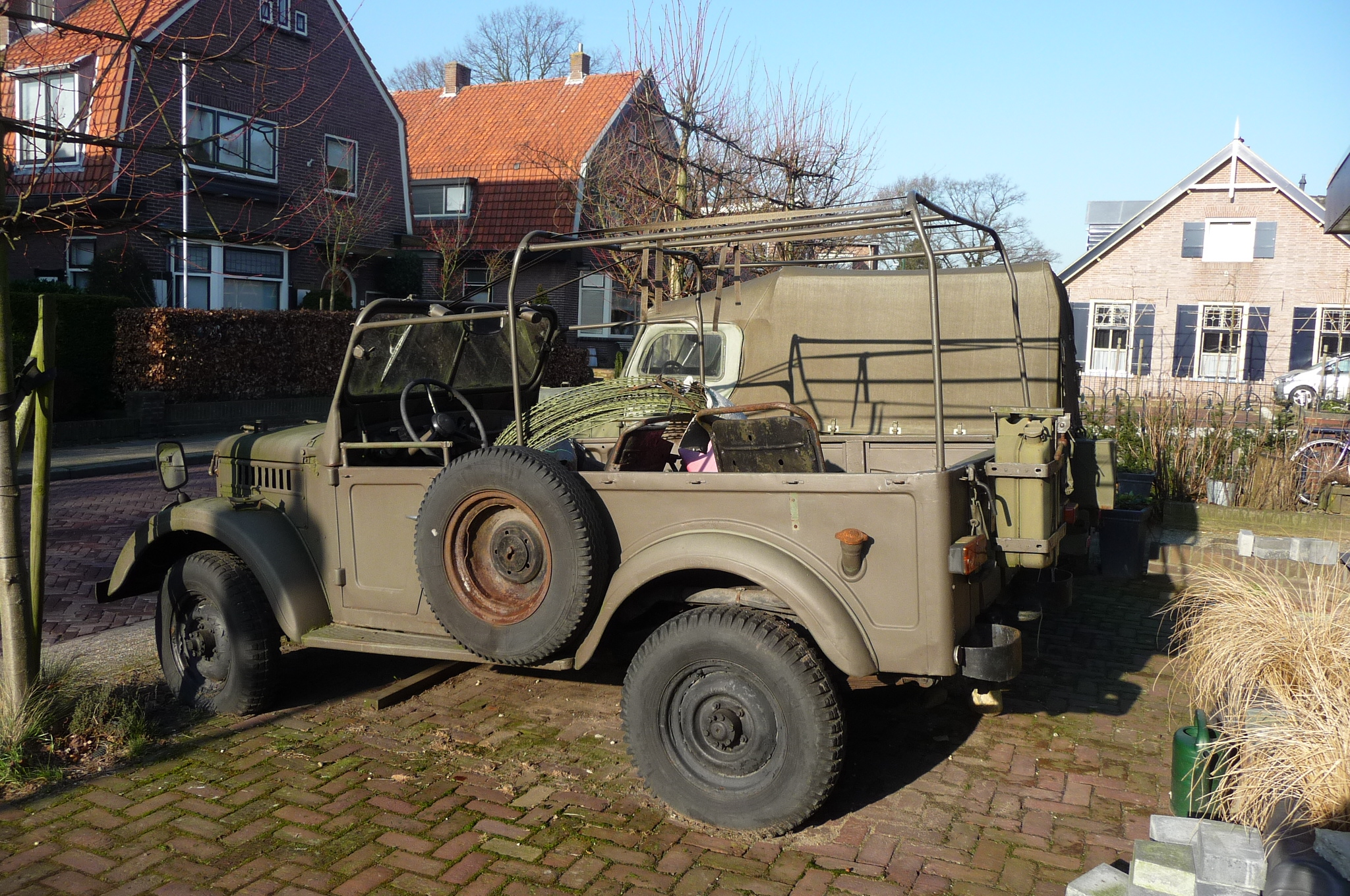
GAZ-69の幌を外した状態。
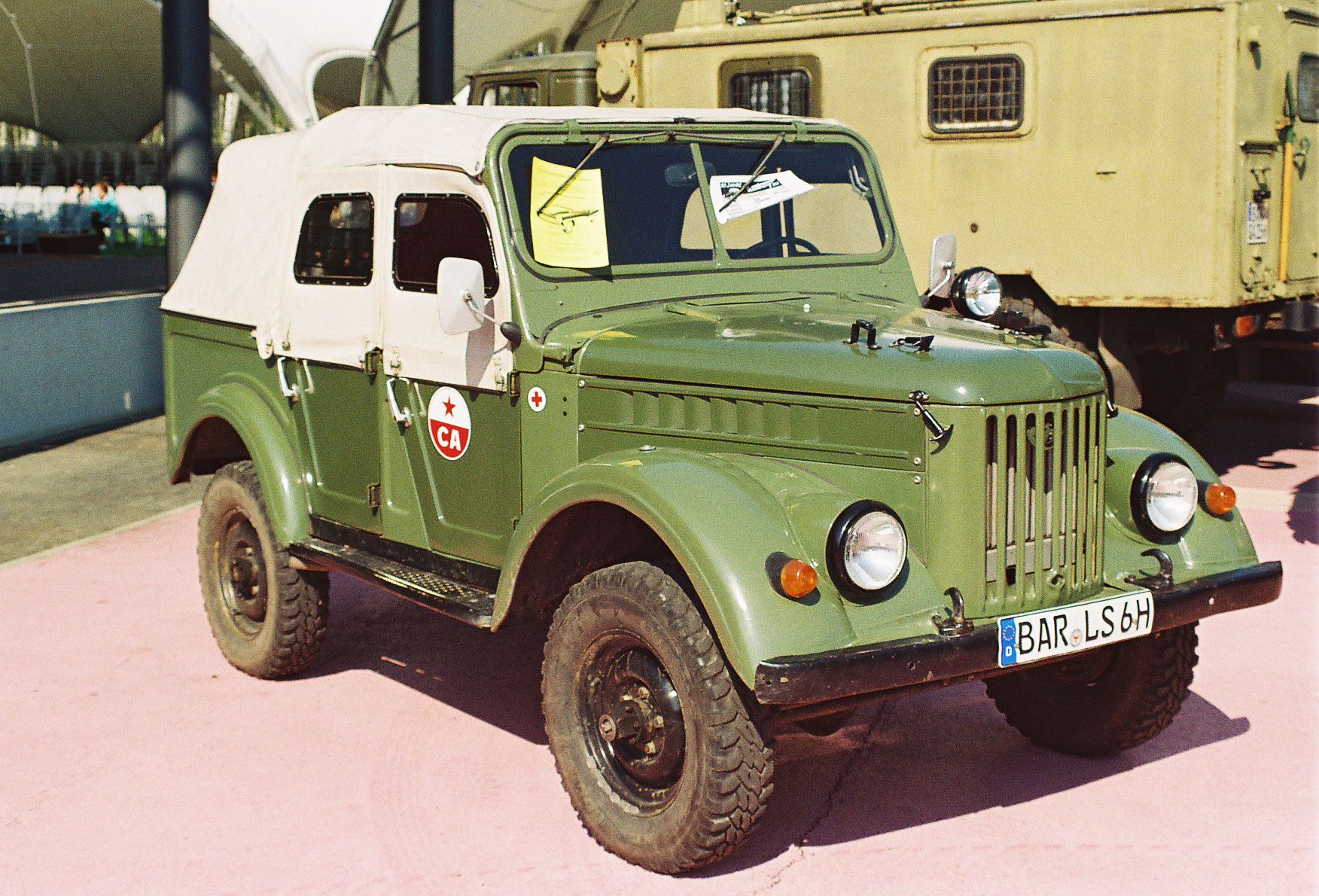
4ドア乗用車型のGAZ-69A。ドイツで登録された民間車で、ソ連軍の車輛を再現したもの。
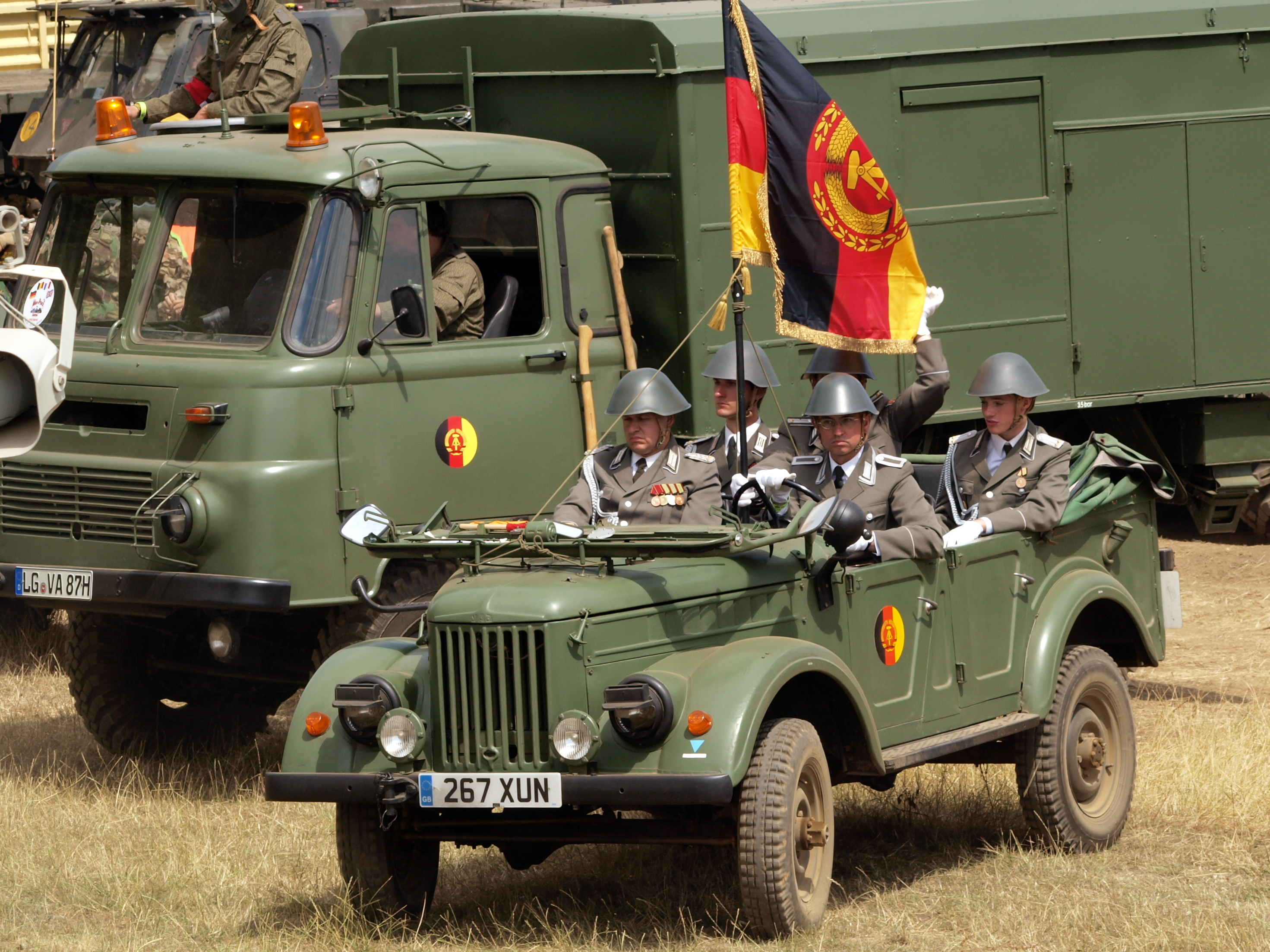
GAZ-69Aのキャンバストップを外した状態。東ドイツ軍の車輛を再現したもの。

### 派生型
2P26 自走対戦車ミサイル
GAZ-69の荷台部分に3M6シュメル (AT-1 スナッパー)対戦車ミサイルの4連装ランチャーを搭載した対戦車車両。

GAZ-46
アメリカ製の水陸両用軍用車"フォード GPA"をコピーして開発された車両。初期の試作時にはGAZ-67の車台が流用されたが生産型ではGAZ-69の車台が使用された。

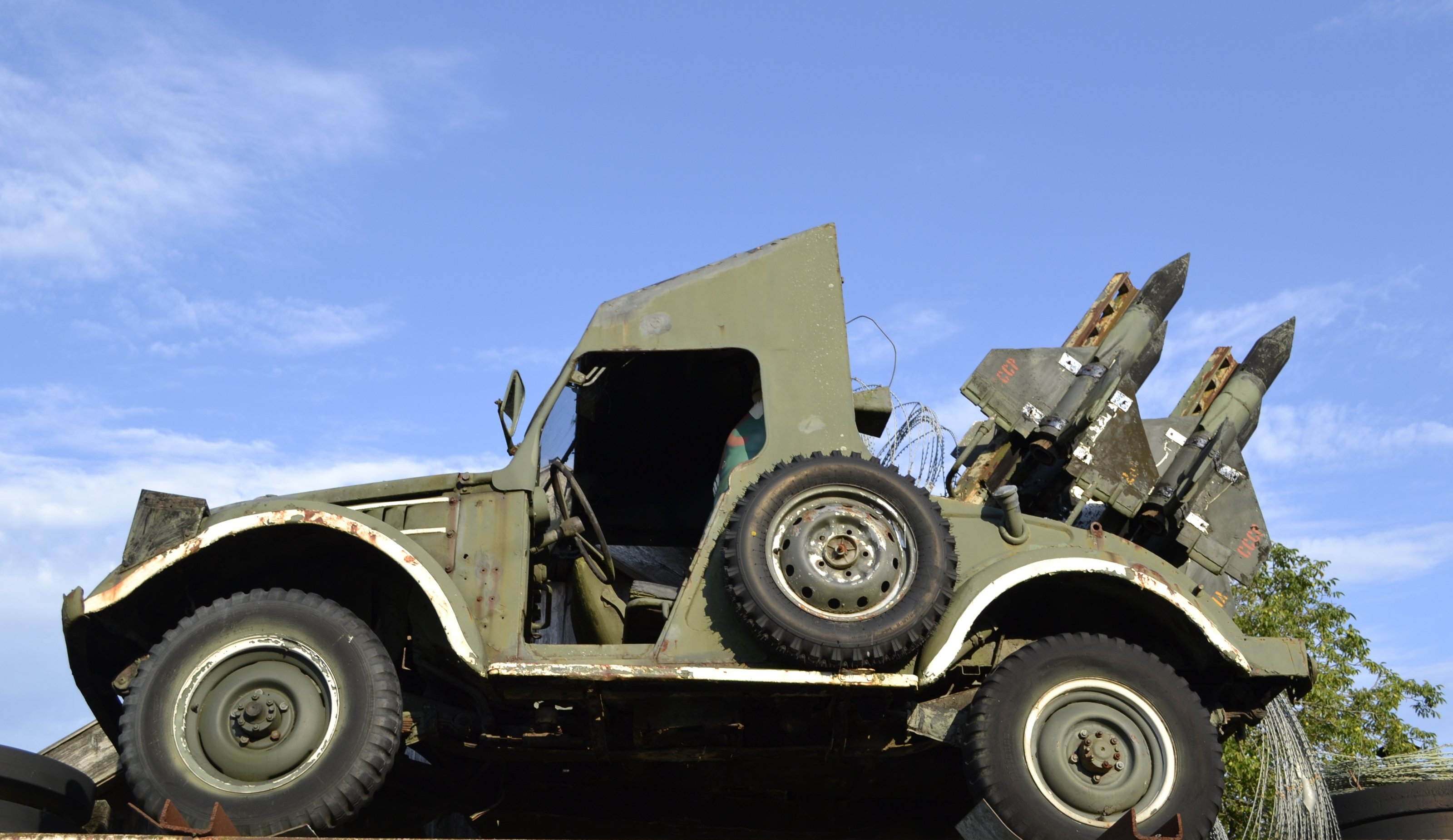
対戦車車両型の2P26
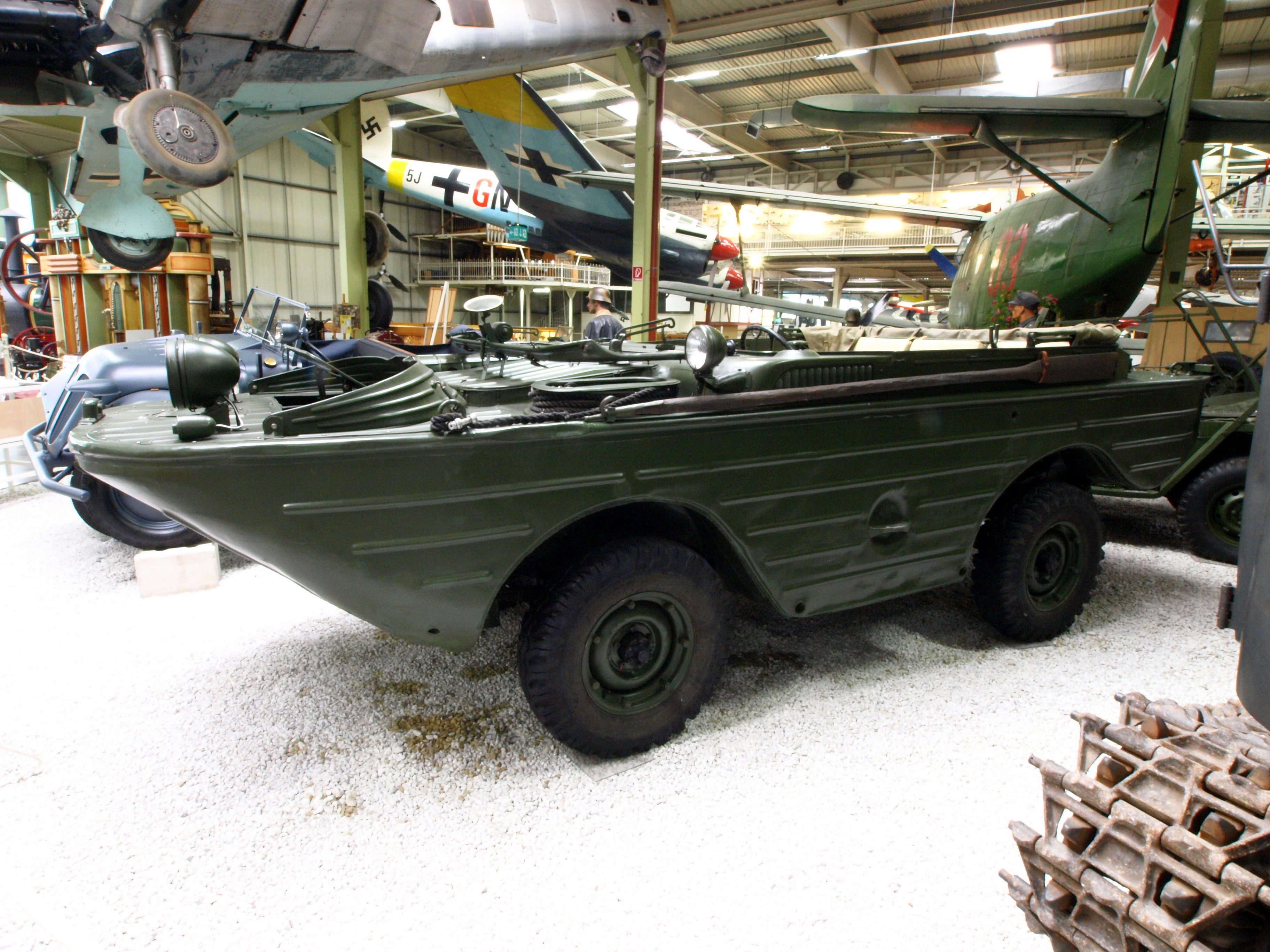
水陸両用軍用車のGAZ-46

### ルーマニア生産型
ルーマニアのAROでの生産型。
IMS-57
1957年～1959年。出力50hpのガソリンエンジン搭載。生産数914両。

M59
1959年～1963年。出力56hpのガソリンエンジン搭載。生産数3,222両。

M461
1964年～1975年。出力70hpのガソリンエンジン搭載。生産数80,233両で、このうち46,549両が外国に輸出された。

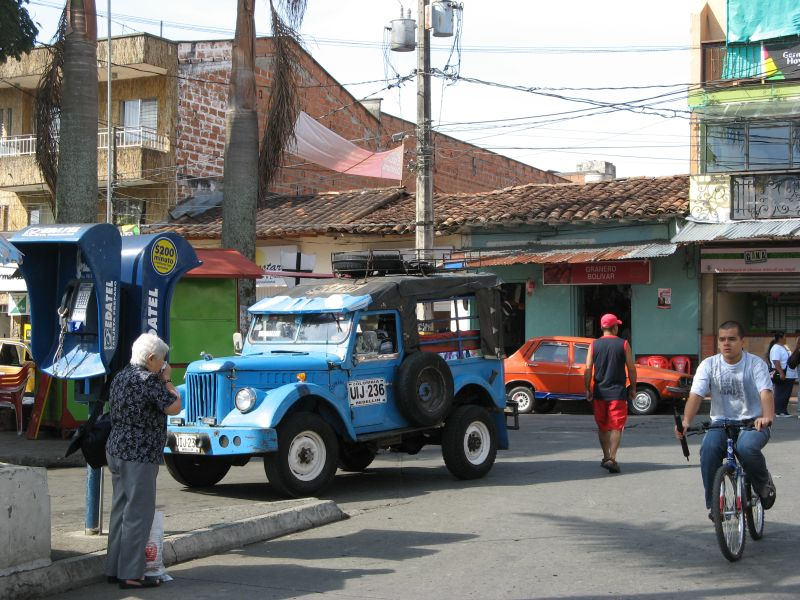
ARO M59、コロンビアでの民間車。
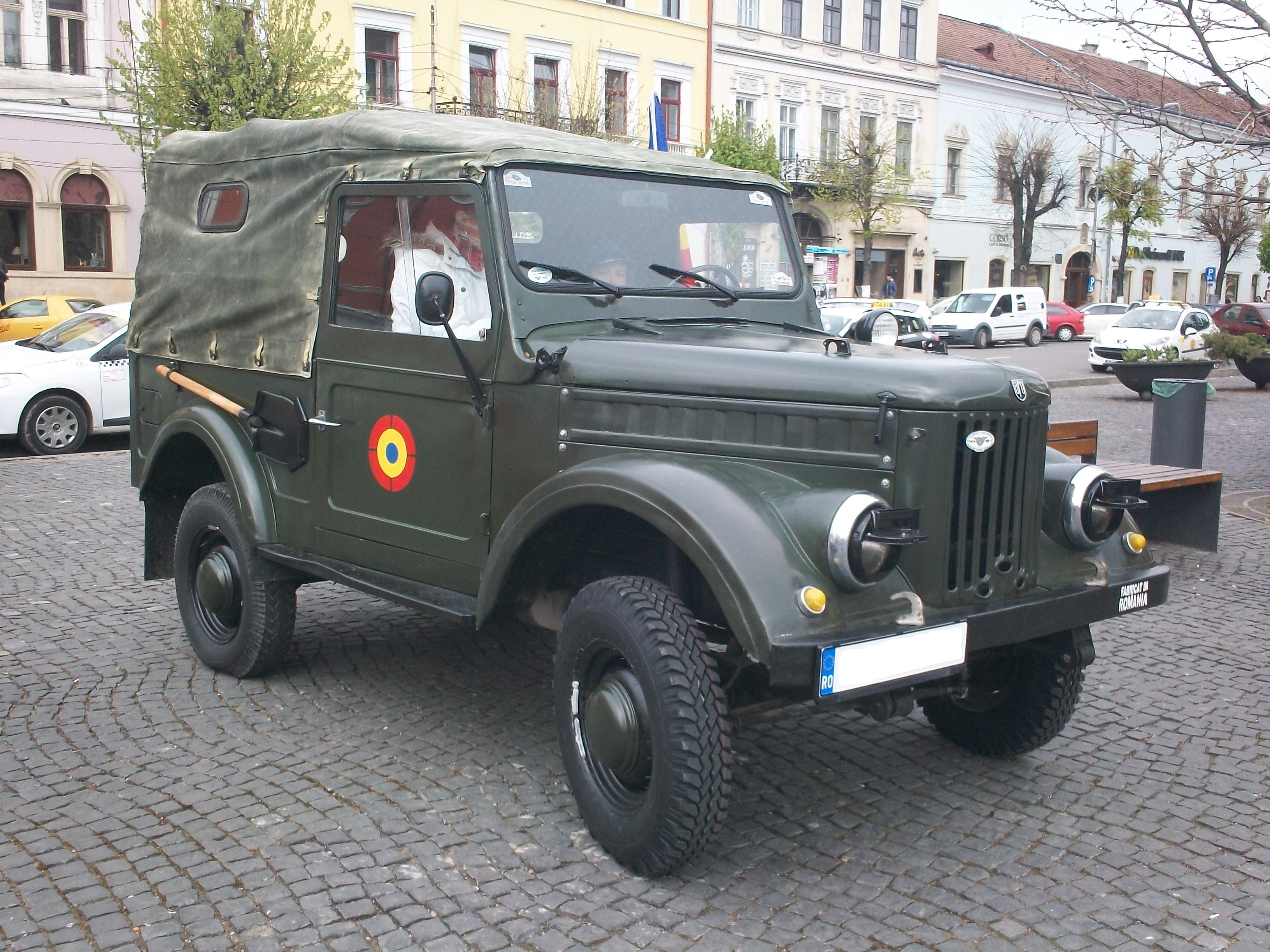
ARO M461、ルーマニア軍の国籍マークが描かれた民間所有車輌。
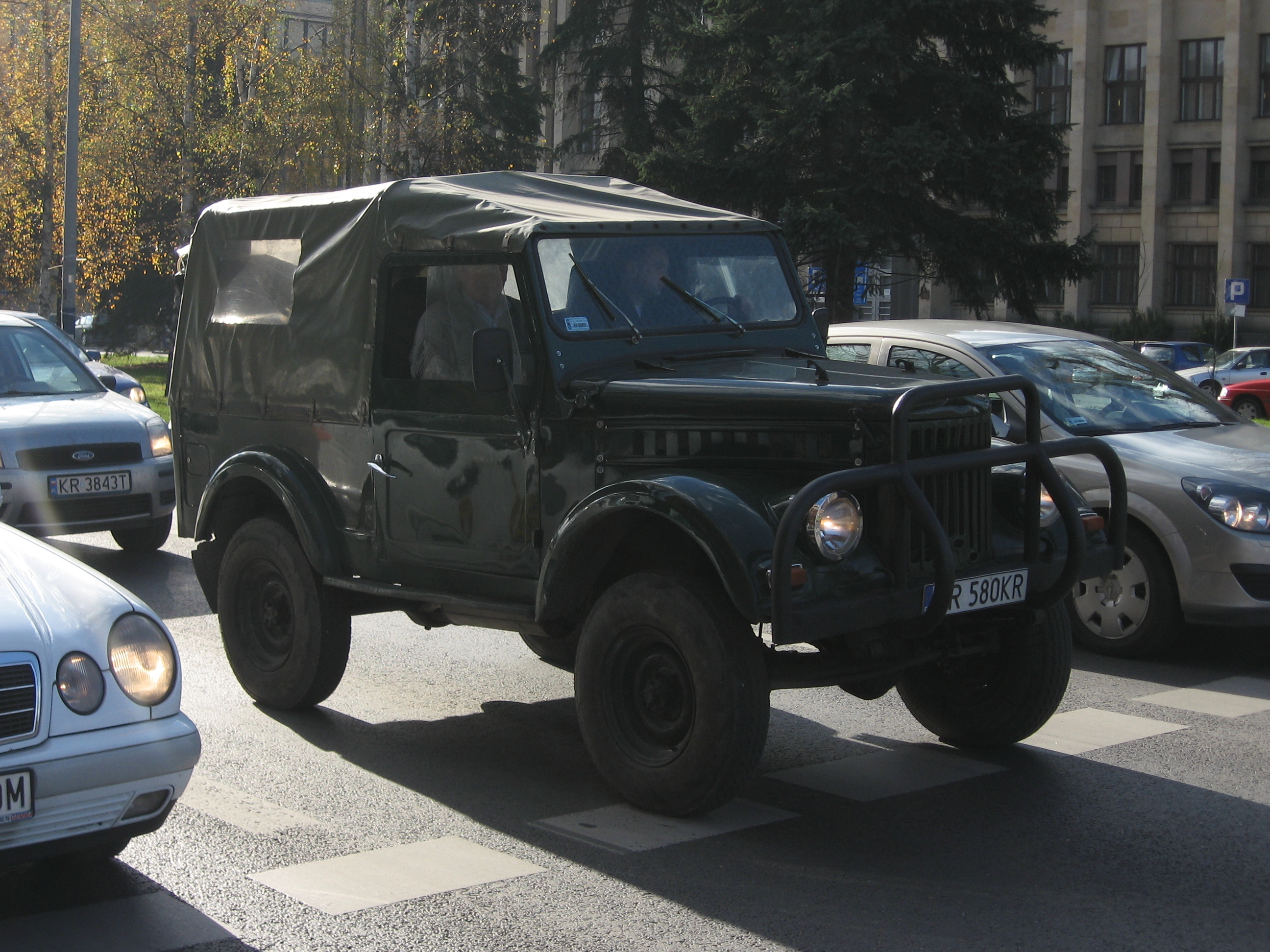
ARO M461C。ポーランド、2010年。

### 北朝鮮生産型
北朝鮮の勝利自動車工場での生産型。
勝利-4.15 (Sungri 4.15)
1961年～。後期型はフロントグリル部分のデザインがUAZ-469に似たデザインになっている。4.15は金日成の誕生日に由来する。資料によっては2ドアのピックアップ型を"勝利-4.25"、4ドアの乗用車型を"勝利-4.10"などと分類している。

更正-64 (Kaengsaeng 64)
1968年～1985年。2.5Lガソリンエンジン搭載。